# Campionati italiani assoluti di scherma del 1975
I Campionati italiani assoluti di scherma del 1975 sono stati organizzati dalla Federazione Italiana Scherma.
Nel fioretto, si sono aggiudicati i titoli dei campionati italiani Attilio Calatroni e Patrizia Caglioni, entrambi alla loro prima affermazione.
Il titolo della spada è andato a Nicola Granieri che ha vinto il suo primo titolo nazionale maschile.
Nella sciabola Mario Aldo Montano ha vinto il terzo titolo nazionale maschile di fila, dopo quelli del 1973 e del 1974.
Nei campionati italiani a squadre maschili il Club Scherma Torino ha vinto il terzo titolo nel fioretto, mentre la Società del Giardino di Milano ha vinto per la dodicesima volta nella spada; nella sciabola c'è stato il terzo successo del Centro Sportivo Carabinieri.
Il campionato italiano di fioretto a squadre femminile è andato al Club Scherma Torino, che ha conseguito così il suo decimo titolo.

## Podi

### Uomini
| Specialità  | Oro                           | Argento                                                    | Bronzo                             |
| Individuali |                               |                                                            |                                    |
| Fioretto    | Attilio Calatroni             | -                                                          | -                                  |
| Spada       | Nicola Granieri               | -                                                          | -                                  |
| Sciabola    | Mario Aldo Montano            | Michele Maffei                                             | Angelo Arcidiacono                 |
| A squadre   |                               |                                                            |                                    |
| Fioretto    | Club Scherma Torino -         | Associazione Sportiva Petrarca Scherma Attilio Calatroni - | -                                  |
| Spada       | Società del Giardino Milano - | -                                                          | -                                  |
| Sciabola    | Carabinieri Michele Maffei -  | Petrarca Padova -                                          | Fides Livorno Mario Aldo Montano - |

### Donne
| Specialità  | Oro                   | Argento     | Bronzo |
| Individuali |                       |             |        |
| Fioretto    | Patrizia Caglioni     | Clara Mochi | -      |
| A squadre   |                       |             |        |
| Fioretto    | Club Scherma Torino - | -           | -      |